# Realismo defensivo
Nas Relações Internacionais, o realismo defensivo é uma variante do realismo político. O realismo defensivo olha para os Estados como players socializados que são os principais atores nos assuntos mundiais. O realismo defensivo prevê que a anarquia no cenário mundial faz com que os Estados tornem-se obcecados com a sua segurança. Isso resulta em dilemas de segurança nos quais a união de um Estado para aumentar sua segurança pode, porque a segurança é soma-zero, resultar em uma maior instabilidade como aquele oponente do Estado responde as suas reduções resultantes de segurança.
Entre as teorias mais proeminentes do realismo defensivo está a teoria ofensiva-defensiva que afirma que existe um equilíbrio inerente à tecnologia, geografia e doutrina que favorece tanto o atacante ou o defensor na batalha. A teoria ofensiva-defensiva tenta explicar a Primeira Guerra Mundial como uma situação em que todos os lados acreditavam que o equilíbrio favorecia a ofensiva, mas estavam enganados.
Os realistas estruturais defensivos rompem com o outro ramo principal do realismo estrutural, o realismo ofensivo, sobre a possibilidade ou não dos Estados deverem sempre maximizar o poder relativo à frente de todos os outros objetivos. Enquanto os realistas ofensivos acreditam que este seja o caso, alguns realistas defensivos acreditam que o equilíbrio ofensivo-defensivo pode favorecer o defensor, criando a possibilidade de que um Estado possa garantir a sua segurança. Um arsenal nuclear capaz de contra-atacar é muitas vezes considerado supremo na defesa no equilíbrio ofensivo-defensivo, essencialmente pode garantir a segurança para o Estado que possui isso. No entanto, em um mundo multipolar, a capacidade de contra-ataque não oferece as mesmas garantias que oferecia durante a bipolar Guerra Fria. Alguns realistas defensivos também diferem de seus contrapartes ofensivos na crença de que os Estados podem sinalizar suas intenções nos outros Estados. Se um Estado é capaz de comunicar que suas intenções são benignas para o outro Estado, então o dilema de segurança está superado. Finalmente, muitos realistas defensivos acreditam que a política interna de um Estado pode interferir em sua política externa; os realistas ofensivos tendem a tratar os Estados como "caixas-pretas".
Nos tempos modernos, vários grupos econômicos e políticos são conhecidos por se beneficiarem dos efeitos do realismo defensivo, tanto em termos de atividade econômica gerada para entregar recursos quanto a tecnologia necessária para aumentar a própria segurança de um Estado em particular, bem como o feedback positivo causado pela desestabilização percebida como uma adversária para a própria segurança pela observação comparativa.
Os realistas defensivos proeminentes são: Stephen Walt, Kenneth Waltz, Stephen van Evera e Charles Glaser.
A mais recente tentativa de afirmar o realismo defensivo de forma sistemática e rigorosa é a de Shiping Tang, em seu livro, A Theory of Security Strategy for Our Time: Defensive Realism (Palgrave, 2010), embora Tang negara que ele seja um realista defensivo per se.